# Temporada 2020 de la Red Bull MotoGP Rookies Cup
La temporada 2020 de la Red Bull MotoGP Rookies Cup es la decimocuarta temporada del certamen que busca a futuros campeones del mundo. 
La temporada estará compuesta de seis rondas dobles en tres circuitos (Red Bull Ring, Motorland Aragón, Circuito Ricardo Tormo) que conformarán un total de doce carreras. La temporada comenzó el fin de semana del 15 al 16 de agosto en el Red Bull Ring y terminará el fin de semana del 14 al 15 de noviembre en el Circuito Ricardo Tormo.
El campeón 2020 fue el español Pedro Acosta quien se consagró al terminar segundo en la segunda carrera celebradá en el Circuito Ricardo Tormo el 8 de noviembre. En su camino al título, Acosta hizo historia al convértirse en el primer piloto en ganar las primeras seis carreras de la temporada.

## Calendario
| Calendario 2020 | Calendario 2020 | Calendario 2020 | Calendario 2020 | Calendario 2020 | Calendario 2020 | Calendario 2020 |
| Ronda           | Fecha           | Circuito        | Pole position   | Vuelta rápida   | Piloto ganador  | Fuente          |
| --------------- | --------------- | --------------- | --------------- | --------------- | --------------- | --------------- |
| 1               | 15 de agosto    | Spielberg       | Daniel Muñoz    | David Muñoz     | Pedro Acosta    | [ 4 ]           |
| 1               | 16 de agosto    | Spielberg       | Daniel Muñoz    | Gabin Planques  | Pedro Acosta    | [ 5 ]           |
| 2               | 22 de agosto    | Spielberg       | Pedro Acosta    | Iván Ortolá     | Pedro Acosta    | [ 6 ]           |
| 2               | 23 de agosto    | Spielberg       | Pedro Acosta    | David Muñoz     | Pedro Acosta    | [ 7 ]           |
| 3               | 17 de octubre   | Aragón          | Pedro Acosta    | David Salvador  | Pedro Acosta    |                 |
| 3               | 18 de octubre   | Aragón          | Pedro Acosta    | David Salvador  | Pedro Acosta    |                 |
| 4               | 24 de octubre   | Aragón          | David Muñoz     | Izan Guevara    | Iván Ortolá     | [ 8 ]           |
| 4               | 25 de octubre   | Aragón          | David Muñoz     | Iván Ortolá     | David Alonso    | [ 9 ]           |
| 5               | 7 de noviembre  | Valencia        | Pedro Acosta    | Álex Escrig     | David Salvador  | [ 10 ]          |
| 5               | 8 de noviembre  | Valencia        | Pedro Acosta    | David Salvador  | Daniel Holgado  | [ 11 ]          |
| 6               | 14 de noviembre | Valencia        | Daniel Holgado  | David Muñoz     | David Muñoz     | [ 12 ]          |
| 6               | 15 de noviembre | Valencia        | Daniel Holgado  | Álex Escrig     | David Muñoz     | [ 13 ]          |

## Estadísticas

### Sistema de puntuación
Solo los 15 primeros suman puntos. El piloto tiene que terminar la carrera para recibir puntos.
| Posición | 1º | 2º | 3º | 4º | 5º | 6º | 7º | 8º | 9º | 10º | 11º | 12º | 13º | 14º | 15º |
| -------- | -- | -- | -- | -- | -- | -- | -- | -- | -- | --- | --- | --- | --- | --- | --- |
| Puntos   | 25 | 20 | 16 | 13 | 11 | 10 | 9  | 8  | 7  | 6   | 5   | 4   | 3   | 2   | 1   |

### Campeonato
| Pos. | Piloto                  | RBR | RBR | RBR | RBR | ARA | ARA | ARA | ARA | VAL | VAL | VAL | VAL | Pts |
| ---- | ----------------------- | --- | --- | --- | --- | --- | --- | --- | --- | --- | --- | --- | --- | --- |
| 1    | Pedro Acosta            | 1   | 1   | 1   | 1   | 1   | 1   | 2   | 10  | Ret | 2   | 14  | 3   | 214 |
| 2    | David Muñoz             | 2   | 2   | 3   | 8   | Ret | Ret | 4   | 9   | Ret | 3   | 1   | 1   | 150 |
| 3    | Iván Ortolá             | Ret | 6   | 5   | 2   | 3   | 3   | 1   | 3   | Ret | 6   | 2   | 10  | 150 |
| 4    | David Alonso            | 4   | 4   | 4   | 4   | 5   | 2   | 3   | 1   | Ret | 4   | Ret | Ret | 137 |
| 5    | Daniel Holgado          | 3   | 3   | 2   | Ret | 2   | Ret | Ret | 4   | 13  | 1   | Ret | 2   | 133 |
| 6    | David Salvador          | 5   | 16  | 7   | 5   | 4   | 5   | 5   | 8   | 1   | 7   | 3   | Ret | 124 |
| 7    | Daniel Muñoz            | 18  | 5   | 6   | 3   | 7   | 6   | 6   | 2   | 7   | Ret | 10  | Ret | 101 |
| 8    | Zonta van den Goorbergh | 9   | 8   | 12  | 6   | 18  | 8   | 7   | 12  | 4   | 11  | 9   | 9   | 82  |
| 9    | Izan Guevara            |     |     | 18  | 11  | 9   | 4   | 10  | 5   | 10  | 5   | Ret | 4   | 72  |
| 10   | Collin Veijer           | 14  | 10  | 10  | 7   | Ret | 9   | Ret | 7   | Ret | 8   | 6   | 6   | 67  |
| 11   | Mario Aji               | 13  | 19  | 14  | 12  | 12  | 11  | 11  | 11  | 2   | 10  | 5   | Ret | 65  |
| 12   | Marcos Uriarte          | 12  | 17  |     |     | 15  | 10  | 9   | 6   | Ret | 9   | 4   | 5   | 59  |
| 13   | Billy van Eerde         | 15  | 7   | 11  | Ret | 6   | 7   | 8   | Ret | 3   | Ret | DNS |     | 58  |
| 14   | Álex Escrig             | Ret | 15  | 13  | Ret | 13  | Ret | 14  | 16  | 5   | 12  | 7   | 7   | 42  |
| 15   | Álex Millan             | 10  | 22  | 15  | 10  | 21  | 13  | Ret | 15  | 9   | 14  | 8   | 8   | 42  |
| 16   | Matteo Bertelle         | 8   | 9   |     |     | 8   | Ret | 13  | 14  | 6   | 13  |     |     | 41  |
| 17   | Noah Dettwiler          | 6   | 14  | 8   | 9   | 14  | 14  | 18  | 20  | 8   | Ret |     |     | 39  |
| 18   | Scott Odgen             | 11  | 13  |     |     | 11  | 12  | 12  | 13  | Ret | Ret | 11  | 11  | 34  |
| 19   | Gabin Planques          | 7   | 11  | 9   | 14  | Ret | 15  | 19  | 18  |     |     |     |     | 24  |
| 20   | Tatchakorn Buasri       | Ret |     |     |     | 10  | 17  | 15  | Ret | 11  | 17  | 12  | Ret | 16  |
| 21   | Artem Maraev            | Ret | 20  | 17  | 13  | 16  | 16  | 17  | 17  | 14  | 16  | 13  | 14  | 10  |
| 22   | Sho Nishimura           | 19  | 12  | 16  | Ret |     |     |     |     |     |     | Ret | 12  | 8   |
| 23   | Luca Lunetta            | Ret | 18  | Ret | 15  | 19  | 18  | 16  | 19  | 12  | 15  |     |     | 6   |
| 24   | Phillip Tonn            | Ret | 21  | Ret | 18  | 17  | Ret | Ret | 21  | Ret | Ret | Ret | 13  | 3   |
| 25   | Bartholomé Perrin       | 17  | 24  | 19  | 16  | 20  | 19  | 20  | 22  | Ret | Ret |     |     | 0   |
| 26   | Rocco Landers           | 16  | 23  | Ret | 17  |     |     |     |     |     |     |     |     | 0   |
| Pos. | Piloto                  | RBR | RBR | RBR | RBR | ARA | ARA | ARA | ARA | VAL | VAL | VAL | VAL | Pts |

| Color     | Resultado                                                               |
| --------- | ----------------------------------------------------------------------- |
| Oro       | Ganador                                                                 |
| Plata     | 2.ª plaza                                                               |
| Bronce    | 3.ª plaza                                                               |
| Verde     | Finalizó en los puntos                                                  |
| Azul      | Finalizó sin puntos                                                     |
| Azul      | NC - No clasificado                                                     |
| Violeta   | Ret - No terminó (Carrera)                                              |
| Rojo      | DNQ - No se clasificó                                                   |
| Negro     | DSQ - Descalificado                                                     |
| Blanco    | DNS - No empezó (carrera)                                               |
| Blanco    | WD - Retirado (fin de semana)                                           |
| Blanco    | C - Carrera cancelada                                                   |
| Sin color | DNP - Inscrito pero no participó                                        |
| Sin color | INJ - Lesionado                                                         |
| Sin color | EX - Excluido                                                           |
| Estado    | Resultado                                                               |
| Negrita   | Pole position                                                           |
| Cursiva   | Vuelta rápida                                                           |
| †         | Abandona, pero clasifica al completar el porcentaje requerido para ello |

## Participantes
| Participantes 2020 | Participantes 2020      | Participantes 2020 |
| No.                | Piloto                  | Rondas             |
| ------------------ | ----------------------- | ------------------ |
| 5                  | Tatchakorn Buasri       | 1, 3-6             |
| 6                  | Phillip Tonn            | Todas              |
| 7                  | Daniel Muñoz            | Todas              |
| 11                 | Álex Escrig             | Todas              |
| 13                 | Sho Nishimura           | 1-2, 6             |
| 19                 | Scott Odgen             | 1, 3-6             |
| 23                 | Álex Millan             | Todas              |
| 24                 | Iván Ortolá             | Todas              |
| 28                 | Matteo Bertelle         | 1, 3-5             |
| 29                 | Billy van Eerde         | 1-5                |
| 33                 | Izan Guevara            | 2-6                |
| 34                 | Mario Aji               | Todas              |
| 37                 | Pedro Acosta            | Todas              |
| 38                 | David Salvador          | Todas              |
| 39                 | Bartholomé Perrin       | 1-5                |
| 48                 | Gabin Planques          | 1-4                |
| 55                 | Noah Dettwiler          | 1-5                |
| 58                 | Luca Lunetta            | 1-5                |
| 64                 | David Muñoz             | Todas              |
| 80                 | David Alonso            | Todas              |
| 84                 | Zonta van den Goorbergh | Todas              |
| 88                 | Artem Maraev            | Todas              |
| 89                 | Marcos Uriarte          | 1, 3-6             |
| 95                 | Collin Veijer           | Todas              |
| 96                 | Daniel Holgado          | Todas              |
| 97                 | Rocco Landers           | 1-2                |